# 島田市立初倉中学校
島田市立初倉中学校（しまだしりつはつくらちゅうがっこう）は静岡県島田市の最南部に位置する公立の中学校である。
地元では「初中」（はつちゅう・はっちゅう）と略称されている。ジャニーズの松村北斗の出身校である。

## 学区
- 島田市立初倉南小学校
  - 岡田
  - 南原
  - 井口
  - 月坂
- 島田市立初倉小学校
  - 中河
  - 大柳
  - 色尾
  - 旧初
  - 谷口
  - 沼状
- 島田市立湯日小学校

## 学校教育目標
- 心豊かに　さわやかに

## 重点目標
自ら考え 行動する

## 出身有名人
- 松村北斗 - SixTONES、俳優

## 周辺施設
- 島田市立初倉小学校